# Byzantijnse schilderkunst
De Byzantijnse schilderkunst bestaat vooral uit miniatuurkunst. In de 6e eeuw na Christus kwamen christelijke afbeeldingen in de boeken en handschriften.
In de Weense Genesis staat een miniatuur met als tafereel Jozef en zijn broeders. Deze miniatuur is gemaakt in de 6e eeuw. De figuren bewegen zich op de voorgrond. Het gebeurt zelden dat een tafereel in een landschap geplaatst wordt. Er zijn verschillende scènes bij elkaar gezet zodat de miniatuur de volle bladzijde beslaat.
Kenmerkend voor de Byzantijnse miniatuurkunst is de diepteverwerking die werd vermeden en de figuren op de miniaturen zijn redelijk levendig. Het ontbreken van illustratief bijwerk zoals achtergronden verleent de miniaturen een grotere waarde.

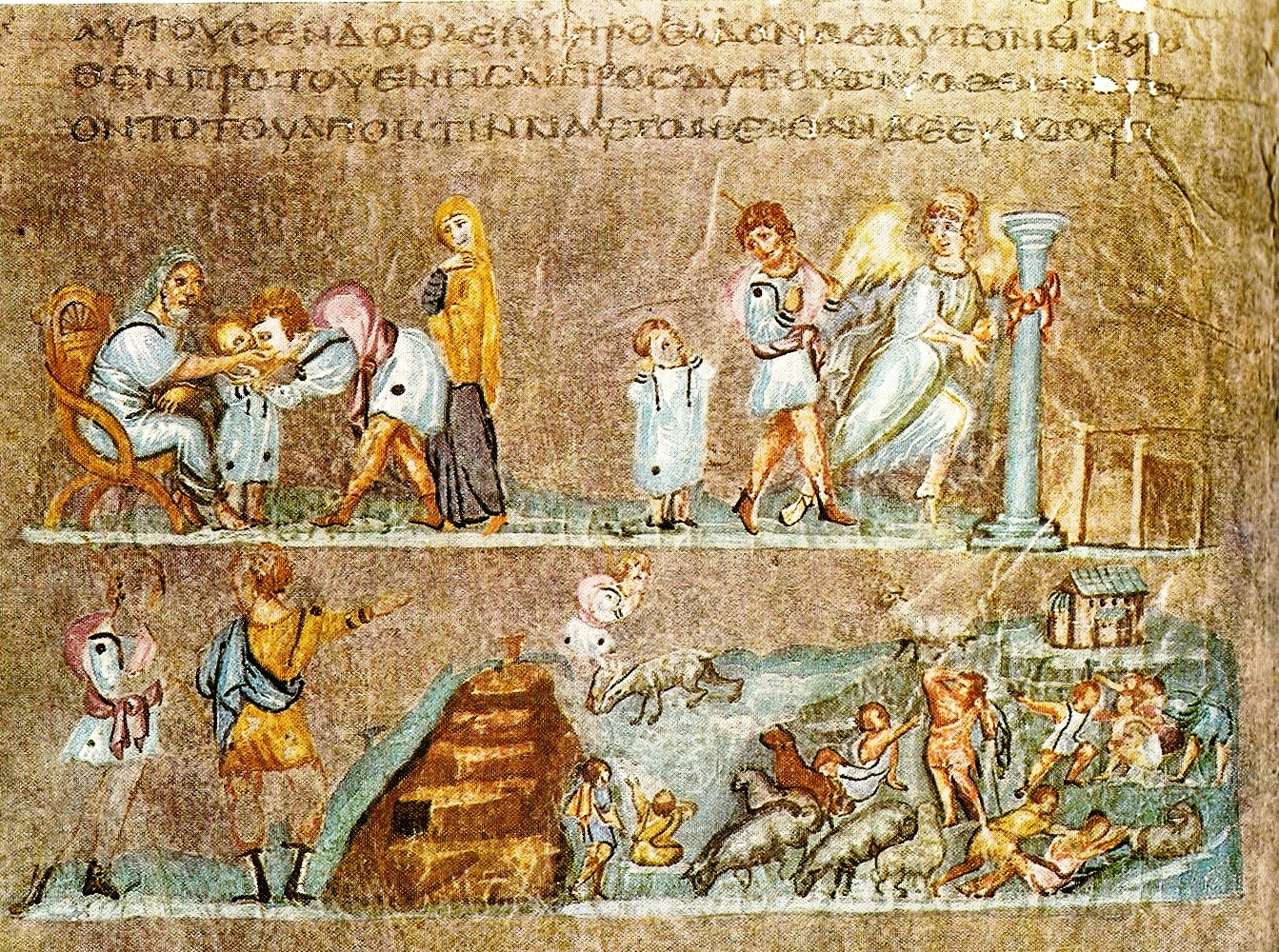
Een miniatuur uit de 6e eeuw over Jozef en zijn broers
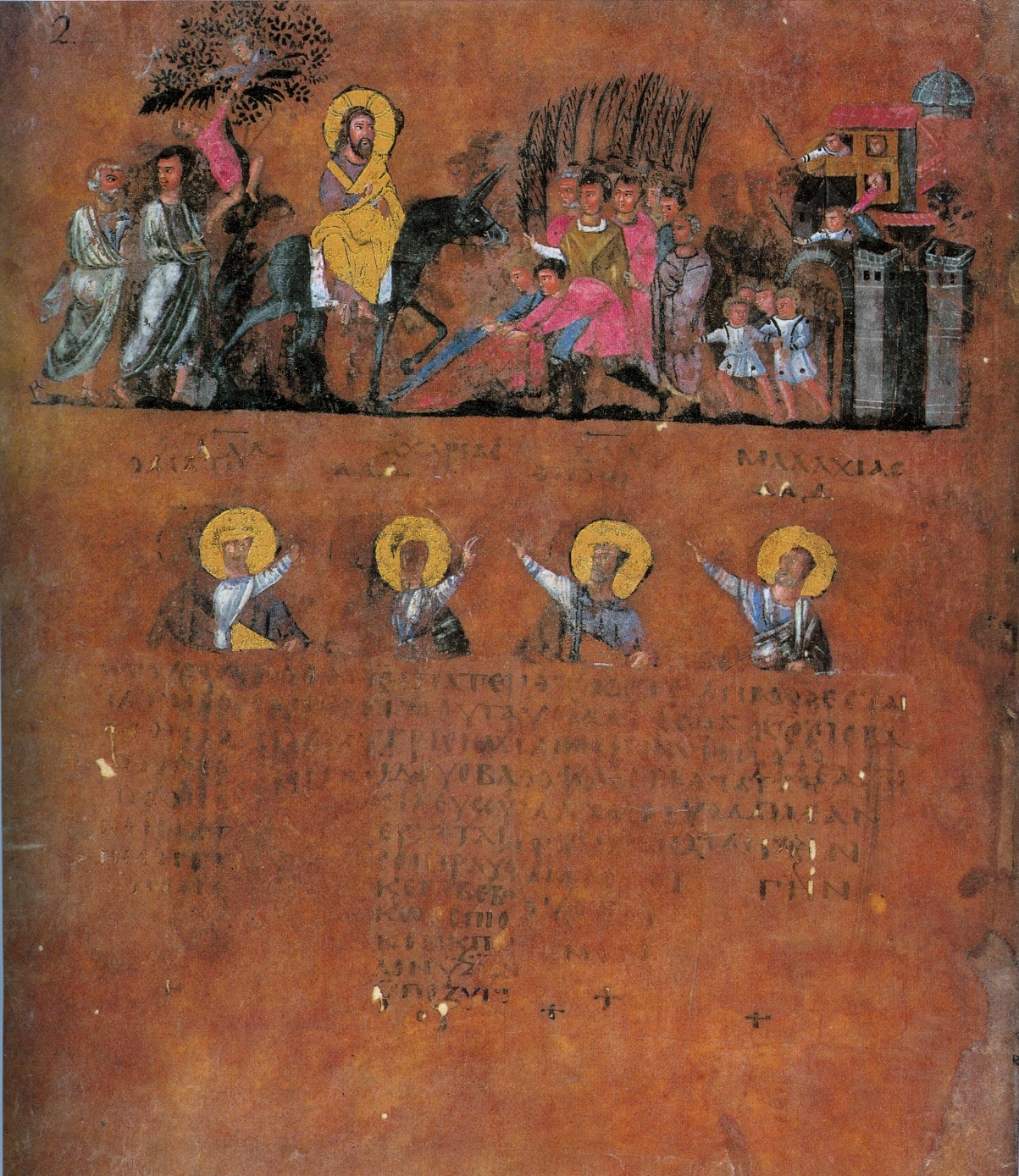
Miniatuur intocht van Jezus in Jeruzalem (6e eeuw na Christus)

architectuur · beeldhouwkunst · literatuur · muziek · schilderkunst – 
lijst van kunstenaars